# Manson (Iowa)
Manson is een plaats (city) in de Amerikaanse staat Iowa, en valt bestuurlijk gezien onder Calhoun County. De plaats is vooral bekend geworden door de Manson Krater, ontstaan door de inslag van een meteoriet meer dan 74 miljoen jaar geleden.

## Demografie
Bij de volkstelling in 2000 werd het aantal inwoners vastgesteld op 1893. In 2006 is het aantal inwoners door het United States Census Bureau geschat op 1754, een daling van 139 (-7,3%).

## Geografie
Volgens het United States Census Bureau beslaat de plaats een oppervlakte van 8,3 km², geheel bestaande uit land. Manson ligt op ongeveer 378 m boven zeeniveau.

## Plaatsen in de nabije omgeving
De onderstaande figuur toont nabijgelegen plaatsen in een straal van 16 km rond Manson.